# ألفريد دابس
ألفريد دابس Alfred Dubs (من مواليد 5 ديسمبر 1932) هو سياسي بريطاني، ينتمي لحزب العمال وكان عضوا سابقا في البرلمان الإنجليزي.
ولد ألفريد دابس في براغ في تشيكوسلوفاكيا لأب يهودي، وأم نمساوية. كان واحدًا من 669 طفلًا مقيمًا تشيكيًا، معظمهم من اليهود، أنقذهم سمسار البورصة البريطاني نيكولاس وينتون وآخرون من النازيين بين مارس وسبتمبر 1939. كان والده قد هرب إلى إنجلترا في اليوم الذي وصل فيه النازيون إلى تشيكوسلوفاكيا. قال دابس لاحقًا إنه يتذكر بوضوح مغادرة محطة براغ في سن السادسة وعدم لمس علبة الطعام التي قدمتها له والدته خلال اليومين التاليين. تم رفض تأشيرة والدته في البداية لكنها تمكنت من الانضمام إليه وإلى والده في لندن بعد ذلك بوقت قصير.
حصل وينتون على وسام فارس في عام 2003، "لخدماته الإنسانية، في إنقاذ الأطفال اليهود من تشيكوسلوفاكيا التي احتلها النازيون، 1938-1939".

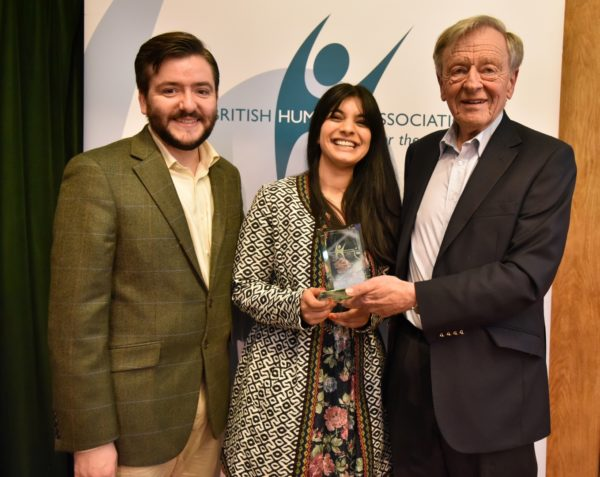
ألفريد دابس مع أندرو كوبسون وبافان داليوال أثناء حصوله على جائزة أفضل إنساني للعام من قبل الجمعية الإنسانية البريطانية في عام 2016

## روابط خارجية
- الملف الشخصي على موقع البرلمان